# Yiquan
Yiquan (I-ch’uan) oznacza boks mentalny, znany jest też jako dachengquan (Ta Ch’eng Ch’uan), czyli styl wielkiego osiągnięcia. Jest jedną z dynamicznie rozwijających się i zdobywających sobie coraz większą popularność w Chinach i poza nimi odmian kung-fu/wushu. Yiquan jest sztuką walki, w której szczególny nacisk kładzie się na zaangażowanie psychiki w procesie treningowym oraz doskonalenie wyczucia ciała, ruchu i siły. Słynie jako skuteczny, nowoczesny styl kung-fu/wushu należący do rodziny Neijia (stylów wewnętrznych).
Powstał na bazie klasycznego stylu wewnętrznego xingyiquan (hsing-i ch’uan). Wpłynęły na niego jednak także inne systemy wewnętrzne: baguazhang (pakua chang) i taijiquan (t’ai chi ch’uan). Niekiedy mówi się, że yiquan dysponuje eksplozywną siłą jak xingyiquan, dynamicznym, zwinnym poruszaniem się jak baguazhang i miękką neutralizacją akcji przeciwnika jak taijiquan. Yiquan nie powstał jednak przez dodanie elementów tych sztuk walki, ale raczej poprzez wydobycie ich "esencji".
Także inne systemy chińskie miały pewien wpływ na ukształtowanie się yiquan. Nie bez znaczenia były również kontakty twórcy yiquan – mistrza Wang Xiangzhai (1885-1963) z europejskimi bokserami i japońskimi judokami. Yiquan, jak wskazuje sama nazwa systemu, ogromną uwagę poświęca wykorzystaniu pracy mentalnej w treningu.
W odróżnieniu od większości klasycznych chińskich systemów nie stosuje się tu natomiast ćwiczenia form. Nacisk położony jest nie na opanowanie dużej liczby technik, ale na rozwinięcie specyficznej percepcji ciała i siły, osiągnięcie specyficznej koordynacji oraz "jedności umysłu i ciała", poznanie i zrozumienie zasad i prostych, a także dających się elastycznie dostosować do sytuacji metod. Opiera się na "naturalnych zdolnościach" (benneng) i rozwija spontaniczność.
Trening składa się z dwóch głównych elementów: metody podstawowe i trening walki. Na metody podstawowe składają się: ćwiczenia pozycyjne zhan zhuang, ćwiczenia w powolnym ruchu shi li i moca bu, ćwiczenia dynamiczne fa li i praca z oddechem shi sheng. Trening walki dzieli się na dwie grupy: tui shou (przepychanie rąk) i san shou (wolna walka). Wykorzystuje się głównie uderzenia pięścią, dłonią, przedramieniem, łokciem, barkiem, głową, biodrem, kolanem i kopnięcia, a także odrzucenia i obalenia przeciwnika.
Niektóre z podstawowych zasad walki w yiquan:
- Zdecydowany ciągły atak przy pomocy różnorodnych akcji, połączony z równoczesną obroną – "atak i obrona są jednym", "wchodzenie" w przeciwnika
- Zwinna praca stóp, umożliwiająca uniki i sprawną obronę w trakcie ataku – wykorzystanie poruszania po trójkącie i po łuku
- Wykorzystanie siły przeciwnika – jej neutralizowanie i przekierowanie
- Niskie kopnięcia, bezpośrednio wynikające z kroków, wykonywane równocześnie z akcjami ręcznymi.